# Circuito Internacional do Barém
O Circuito Internacional do Barém é um autódromo localizado perto de Manama, no Barém. É conhecido por ser um dos circuitos mais modernizados da atualidade e por receber anualmente a Fórmula 1 desde 2004, com interrupção em 2011. O circuito tem um comprimento total de 5.412 metros, cada corrida de Fórmula 1 tem 57 voltas, totalizando 308,232 quilômetros.

## História

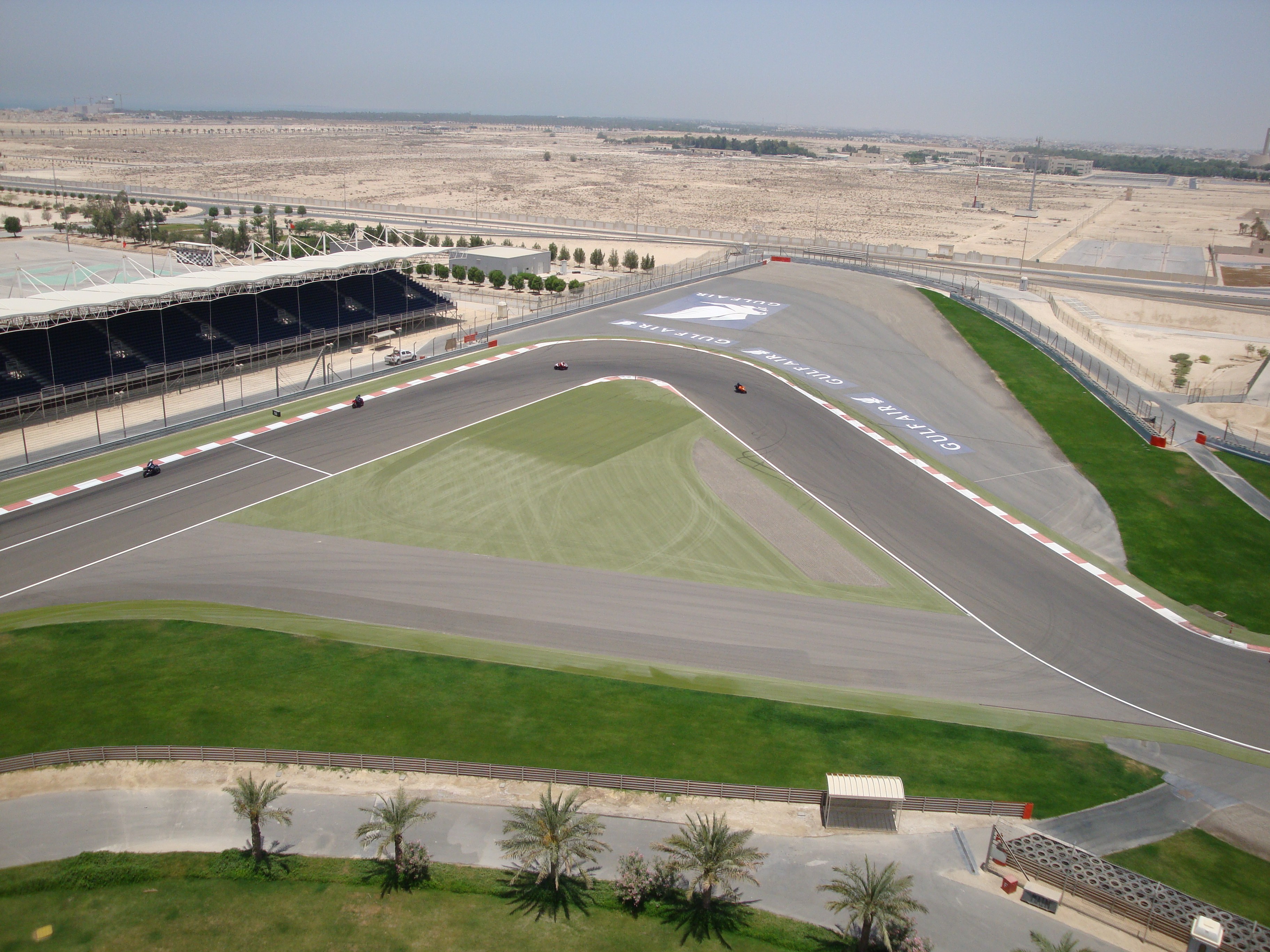
Primeira curva do circuito do Barém

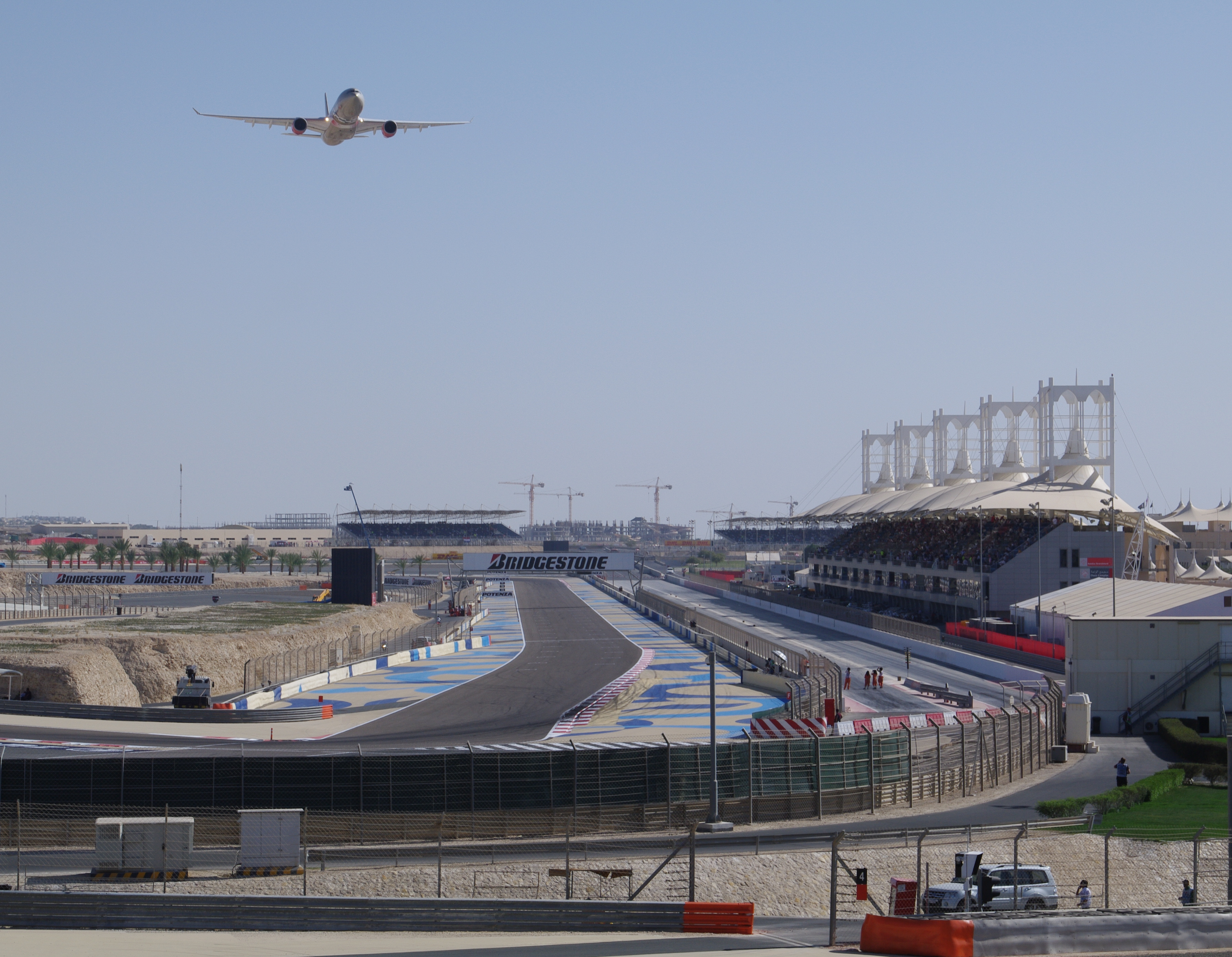
Reta oposta (possuí uma grelha de partida alternativa)

A construção de um circuito no Barém era um objetivo nacional. Em 2002, o circuito começou a ser construído, no meio do deserto, 30 quilômetros ao sul da capital, Manama.
Previa-se que a construção durasse dois anos, no entanto, Bernie Ecclestone pediu que a construção durasse menos seis meses.
Em apenas dezesseis meses e com um custo de 150 milhões de dólares, o circuito estava pronto, embora, durante este período tivesse havido muitas especulações de que a pista não estaria pronta a tempo para a corrida.
O circuito não estava totalmente terminado quando estreou-se com a Fórmula 1, mas tinha as condições necessárias para receber a Fórmula 1.
Assim, em 2004, a Ferrari foi a primeira equipa vencedora com o alemão Michael Schumacher a subir ao degrau mais alto do pódio.
Em 2006 e em 2010, o circuito abriu as temporadas (desde 1996, Melbourne recebeu as outras aberturas de temporada). Em 2010, usou-se um traçado 887 metros mais longo, algo proporcionado pelo aumento de carros no grid da Fórmula 1.
No entanto, logo depois decidiu-se que em 2011 se voltaria a usar o traçado mais curto, pois os pilotos reclamaram da seção nova, pois tornava o circuito desnecessariamente grande e menos interessante, uma vez que a seção nova não possuía curvas realmente interessantes e não proporcionava tentativas de ultrapassagem.
A temporada de 2011 tinha o Barém novamente na abertura da época, prevista para 13 de março de 2011. No entanto, a prova teve que ser suspensa devido a problemas civis. A prova chegou a ser marcada para 30 de outubro, adiando os grandes prêmios posteriores. Mas assim a temporada terminaria em 11 de dezembro, o que traria muitos inconvenientes para equipes e engenheiros. Dois dias depois, a prova foi oficialmente cancelada, estando programada apenas para a temporada de 2012, no dia 22 de abril, sendo a quarta etapa da época.

## A pista

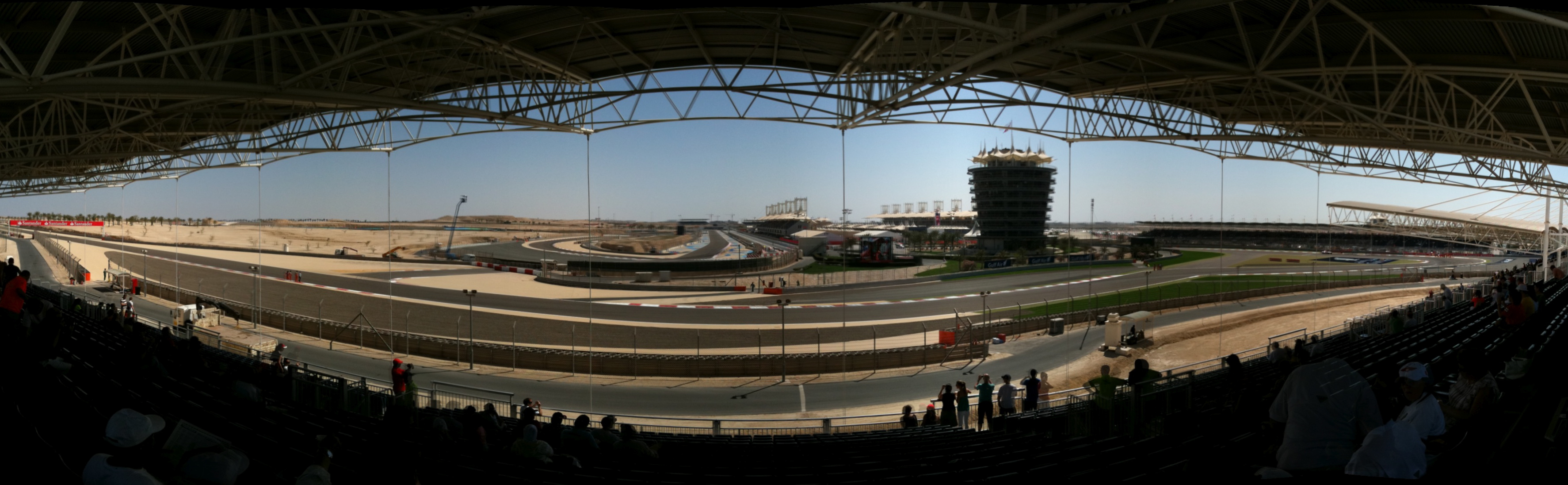
Panorama do circuito de Shakir em 2010.

Esta é uma pista desenhada pelo arquiteto alemão Hermann Tilke, que também desenhara o circuito de Kuala Lumpur e projetara as atualizações feitas no Red Bull Ring em 1997 e para Hockenheimring para 2002.
Inicialmente, temia-se que o facto de o circuito se localizar no deserto traria problemas por causa da areia que se poderia depositar na pista, no entanto, as características do circuito e a utilização de um adesivo ao arredor evitam que tal ocorra.
A pista caracteriza-se por ter bastantes escapatórias, o que ajuda a evitar a invasão de areia. No entanto, estas são criticadas por não punir os pilotos que saem da pista.
Tecnicamente, é um circuito difícil para os travões, já que possui enumeras retas seguidas por fortes travagens.
Nas celebrações no pódio não é utilizado champanhe, embora bebidas alcoólicas sejam legais no Barém, ao contrário do que ocorre na Arábia Saudita e no Catar. Em vez disso, eles usam uma bebida não-alcoólica feita com água de rosas conhecida como Waard.

### Traçados
Assim como vários outros circuitos no mundo esta pista permite que se utilize diferentes configurações.

Grand Prix Circuit" (5.412m) Traçado utilizado atualmente pela F1 - Grau 1
Endurance Circuit (6.299m) Maior traçado disponível, utilizado em 2010 pela F1 - Grau 1
Inner Circuit (2.550m) Versão curta interna que utiliza a grelha de partida alternativa - Grau 1
Outer Circuit (3.664m) Versão curta que utiliza as alternativas exteriores da pista. Foi utilizado na Fórmula 1 em 2020 como GP de Sahkir, segunda corrida para diferenciar o GP do Barém - Grau 1
Paddock Circuit (3.700m) Versão curta que rodeia a zona de paddock - Grau 1
Oval Circuit (2.000m) Versão oval, plana - Sem homologação

## Resultados

### Vencedores
O fundo azul claro indica que foi denominado Grande Prêmio de Sakhir
O fundo branco indica que foi denominado Grande Prêmio do Barém
| Ano  | Piloto             | Equipe                     | Detalhes |
| ---- | ------------------ | -------------------------- | -------- |
| 2004 | Michael Schumacher | Ferrari                    | Detalhes |
| 2005 | Fernando Alonso    | Renault                    | Detalhes |
| 2006 | Fernando Alonso    | Renault                    | Detalhes |
| 2007 | Felipe Massa       | Ferrari                    | Detalhes |
| 2008 | Felipe Massa       | Ferrari                    | Detalhes |
| 2009 | Jenson Button      | Brawn-Mercedes             | Detalhes |
| 2010 | Fernando Alonso    | Ferrari                    | Detalhes |
| 2011 | corrida cancelada  | corrida cancelada          | Detalhes |
| 2012 | Sebastian Vettel   | Red Bull Racing-Renault    | Detalhes |
| 2013 | Sebastian Vettel   | Red Bull Racing-Renault    | Detalhes |
| 2014 | Lewis Hamilton     | Mercedes                   | Detalhes |
| 2015 | Lewis Hamilton     | Mercedes                   | Detalhes |
| 2016 | Nico Rosberg       | Mercedes                   | Detalhes |
| 2017 | Sebastian Vettel   | Ferrari                    | Detalhes |
| 2018 | Sebastian Vettel   | Ferrari                    | Detalhes |
| 2019 | Lewis Hamilton     | Mercedes                   | Detalhes |
| 2020 | Sergio Pérez       | Racing Point-BWT Mercedes  | Detalhes |
| 2020 | Lewis Hamilton     | Mercedes                   | Detalhes |
| 2021 | Lewis Hamilton     | Mercedes                   | Detalhes |
| 2022 | Charles Leclerc    | Ferrari                    | Detalhes |
| 2023 | Max Verstappen     | Red Bull Racing-Honda RBPT | Detalhes |
| 2024 | Max Verstappen     | Red Bull Racing-Honda RBPT | Detalhes |
| 2025 | Oscar Piastri      | McLaren-Mercedes           | Detalhes |

### Pilotos, equipes e países que mais venceram1
|          |                    |                              |
| Vitórias | Pilotos            | Edições                      |
| 5        | Lewis Hamilton     | 2014, 2015, 2019, 2020, 2021 |
| 4        | Sebastian Vettel   | 2012, 2013, 2017, 2018       |
| 3        | Fernando Alonso    | 2005, 2006, 2010             |
| 2        | Felipe Massa       | 2007, 2008                   |
| 2        | Max Verstappen     | 2023, 2024                   |
| 1        | Michael Schumacher | 2004                         |
| 1        | Jenson Button      | 2009                         |
| 1        | Nico Rosberg       | 2016                         |
| 1        | Charles Leclerc    | 2022                         |
| 1        | Oscar Piastri      | 2025                         |

|          |            |                                          |
| Vitórias | Construtor | Edições                                  |
| 7        | Ferrari    | 2004, 2007, 2008, 2010, 2017, 2018, 2022 |
| 6        | Mercedes   | 2014, 2015, 2016, 2019, 2020, 2021       |
| 4        | Red Bull   | 2012, 2013, 2023, 2024                   |
| 2        | Renault    | 2005, 2006                               |
| 1        | Brawn      | 2009                                     |
| 1        | McLaren    | 2025                                     |

|          |               |                                    |
| Vitórias | País          | Edições                            |
| 6        | Alemanha      | 2004, 2012, 2013, 2016, 2017, 2018 |
| 6        | Reino Unido   | 2009, 2014, 2015, 2019, 2020, 2021 |
| 3        | Espanha       | 2005, 2006, 2010                   |
| 2        | Brasil        | 2007, 2008                         |
| 2        | Países Baixos | 2023, 2024                         |
| 1        | Mônaco        | 2022                               |
| 1        | Austrália     | 2025                               |

↑1  (Última atualização: GP do Barém de 2025)

## Recordes em Sakhir
|                       | Piloto             | Chassi/Motor          | Tempo        | Ano  | Ref |
| --------------------- | ------------------ | --------------------- | ------------ | ---- | --- |
| Pole Position         | Lewis Hamilton     | Mercedes-AMG V6 Turbo | 1min 27s 264 | 2020 |     |
| Melhor Volta na Prova | Michael Schumacher | Ferrari V10           | 1min 30s 252 | 2004 | 2   |

↑2  Extensão de 5.417 km